# پواز

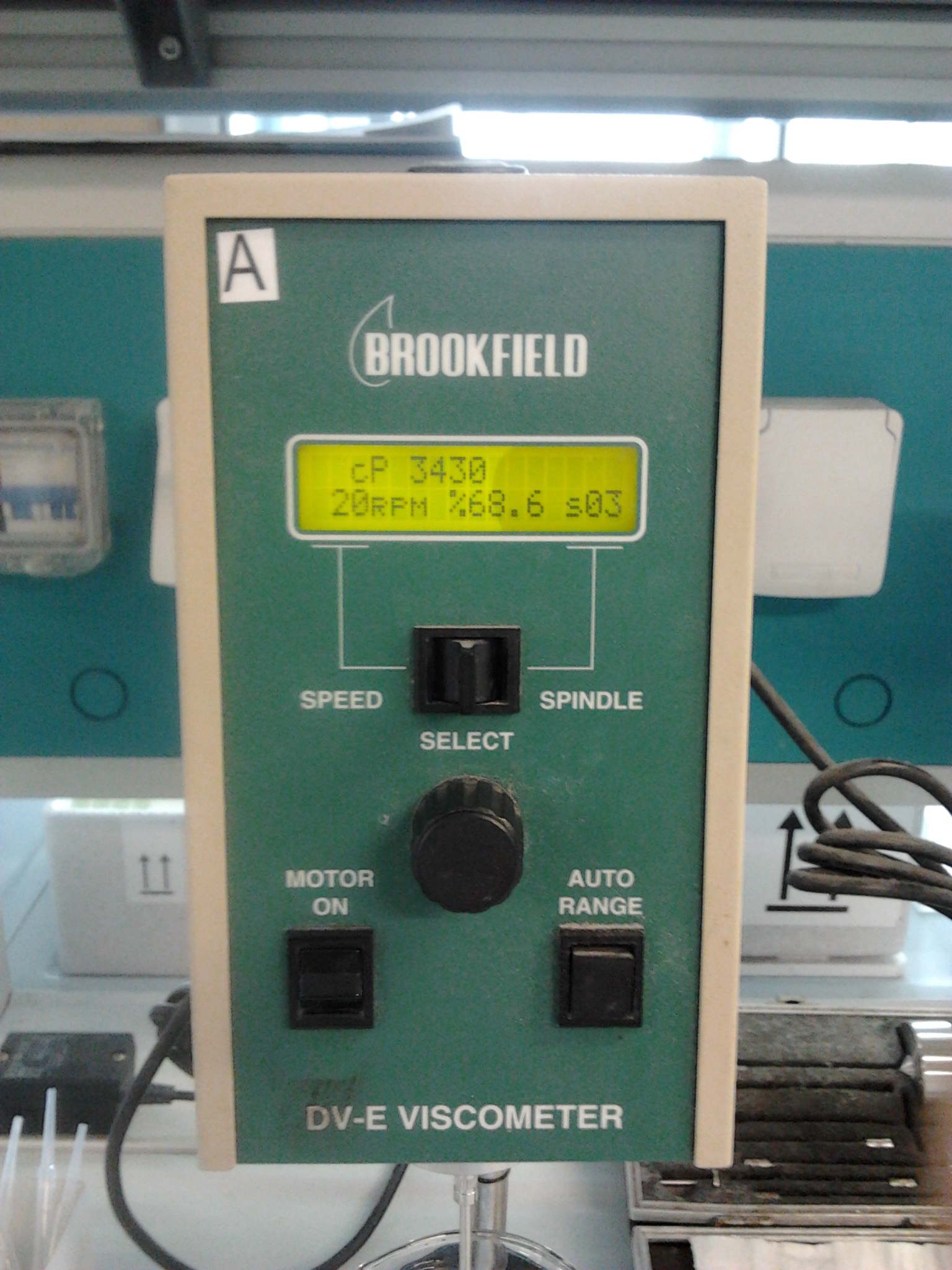
نمایی از ویسکومتر با مقیاس سانتی پواز cP

پواز یا پویز (poise) واحد رایج برای گرانروی (ویسکوزیته) در دستگاه cgs است. در محاسبات، پواز را با مخفف P نشان می‌دهند. یک پواز معادل ۱dyn.s/cm۲ یا ۱g/cm.s واحد SI در گرانروی (یعنی پاسکال ثانیه) است یعنی ده بار بزرگتر از واحد پواز است.
معمولا از سانتی پواز (cP) استفاده می شود، زیرا گرانروی آب در دمای ۲۱ درجه سلسیوس و فشار یک اتمسفر برابر ۱ سانتی پواز برابر یک میلی پوازوی است. 

## تبدیل واحد
{\displaystyle 1\ {\mbox{P}}=0.1\ {\mbox{kg}}\cdot {\mbox{m}}^{-1}\cdot {\mbox{s}}^{-1}=1\ {\mbox{g}}\cdot {\mbox{cm}}^{-1}\cdot {\mbox{s}}^{-1}}
یکای آنالوگ در SI پاسکال ثانیه (Pa·s) است:
{\displaystyle 1\ {\mbox{Pa}}\cdot {\mbox{s}}=1\ {\mbox{kg}}\cdot {\mbox{m}}^{-1}\cdot {\mbox{s}}^{-1}=10\ {\mbox{P}}}
پواز معمولاً با پیشوند «سانتی-» به کار می‌رود. هر سانتی پواز برابر با یک صدم پواز است.
kg/m.s (واحد SI)
Kg/m.s * 1000g/1Kg * 1m/100cm = 10 g/cm.s

## بعضی از مقادیر مهم
گرانروی آب در دمای ۲۵ درجه سلسیوس و فشار یک اتمسفر برابر 0.01 پواز (1 سانتی پواز) است. این مقدار برای اتیلن گلیکول ۱۵ سانتی‌پواز، عسل ۲۰۰۰ سانتی پواز و برای قیر ۱۰۱۰ *۲۳ سانتی پواز است.